# Distylium
Distylium é um género botânico pertencente à família Hamamelidaceae.